# Jana Gýrová
Jana Gýrová (ur. 17 lutego 1942 w Zlinie) – czeska aktorka filmowa, teatralna, telewizyjna i dubbingowa.

## Życiorys
Już jako studentka Wydziału Teatralnego Akademii Sztuk Scenicznych w Pradze grała w filmach. Po ukończeniu studiów w 1964 roku zaczęła występować w telewizji i podjęła pracę w teatrze w Kladnie, z którym związała całe swoje życie zawodowe. Jej mąż to reżyser filmowy Václav Matějka.

## Wybrane role filmowe
- 1963: Horoucí srdce – Žofie Rottová
- 1963: Neklidnou hladinou – Alena
- 1964: Bez svatozáře – dziewczyna
- 1965: Pierwszy dzień mego syna (První den mého syna) – dziewczyna w budce telefonicznej
- 1966: Zbrodnia w żeńskiej szkole (Zločin v dívčí škole) – Jiřina Fikotová
- 1966: Gdy skończy się ta noc (Kým sa skončí táto noc) – Olga
- 1971: Tajemnica Aleksandra Dumasa (Tajemství velikého vypravěče) – Mylady
- 1972: Pociąg do stacji niebo (Vlak do stanice Nebe) – matka
- 1974: Niespokojne morze (Větrné moře) – Marie
- 1977: Trzydzieści przypadków majora Zemana (30 případů majora Zemana) – Irena Lhotová (odcinek serialu TV)
- 1979: Śmierć autostopowiczek (Smrt stopařek) – dr Říhová
- 1983: Śmierć utalentowanego szewca (Smrt talentovaného ševce) – Kalábova
- 1984: Anielska diablica (Anděl s ďáblem v těle) – Věra
- 1985: Eksperyment „Eva” (Experiment Eva) – Olga Váchová
- 1986: Mój grzeszny mąż (Můj hříšný muž) – Jaruška
- 1988: Anioł uwodzi diabła (Anděl svádí ďábla) – Věra
- 2000: Samotni (Samotáři) – oddziałowa
- 2012: Święta czwórca (Svatá čtveřice) – matka Ondry
- 2018: Uśmiechy smutnych mężczyzn (Úsměvy smutných mužů) – matka Honzy